# Aída Román
Aída Nabila Román Arroyo (ur. 21 maja 1988 r. w Meksyku) – meksykańska łuczniczka, reprezentująca swój kraj na igrzyskach panamerykańskich oraz igrzyskach olimpijskich.
Swój pierwszy medal na arenie międzynarodowej Román uzyskała podczas Igrzysk Panamerykańskich w 2007. Wówczas w Rio de Janeiro Meksykanka wywalczyła srebro.
Podczas Igrzysk Olimpijskich w Pekinie w 2008 roku Román ukończyła rundę rankingową z wynikiem 646 punktów. Dało jej to 12. miejsce przed pierwszą rundą finałową, w której trafiła na Veronique D'Unienville. Meksykanka pokonała rywalkę z Mauritiusu 108–97. W kolejnej rundzie przeciwniczką Román była Ukrainka Wiktorija Kowal, jednak również ona nie sprostała meksykańskiej łuczniczce (wynik 111-105 dla Román). Dopiero w trzeciej rundzie lepsza okazała się rywalka z Korei Północnej, Kwon Un-sil (105-100), która ostatecznie dotarła w Pekinie do meczu o brązowy medal.
W trakcie Igrzysk Ameryki Środkowej i Karaibów w 2010 roku zdobyła złoto w konkursie indywidualnym (oraz w poszczególnych dyscyplinach: 30, 50, 60, 70 metrów) i w mikście z łuku klasycznego, jak również srebro w konkursie drużynowym.
Podczas kolejnych igrzysk panamerykańskich w 2011 roku Román zdobyła medale zarówno indywidualnie (brąz), jak i drużynowo (złoto).
Również w 2011 roku zajęła drugie miejsce w konkursie miksta (wraz z Juanem René Serrano) strzelania z łuku klasycznego podczas rozgrywanych we Włoszech Mistrzostw Świata w Łucznictwie.
Wzięła również udział w Igrzyskach Olimpijskich w Londynie w 2012 roku. W turnieju indywidualnym. W rundzie kwalifikacyjnej turnieju indywidualnego zajęła 11. miejsce, by później odprawić kolejno Kazaszkę Anastasiję Bannową, Indyjkę Bomalayalę Devi oraz reprezentującą Japonię Miki Kanie. W ćwierćfinale wyeliminowała Włoszkę Pię Carmen Lionetti, a w półfinale swoją rodaczkę Mariana Avititę. W finale z Koreanką Ki Bo-bae decydowała dogrywka, w której lepsza okazała się faworyzowana Koreanka.
Román brała również udział w występach drużynowych, jednak tam Meksykanki uległy w ćwierćfinale Japonii.